# 卜俊民
卜俊民（1668年8月11日—1719年），原名德亭，字方嘉，號衣言，江南常州府武進縣人，清朝政治人物。

## 生平
卜俊民天性聰慧，讀書快速，十一歲參加童試已把五經題目全部作答，知縣石某看到他的文章就說：「此子若不大魁天下，吾不復文衡矣。」提拔為第一，參加院試下第，因家貧每餐只能一飯一湯盂，後應院試補子弟員，康熙四十七年（1708年）戊子科江南鄉試第六十八名舉人，五十一年（1712年）壬辰科會試第一名，當科正考官為同鄉趙申喬，放榜後朝野議論紛紛，指他因為娶妻趙氏才能以五經卷定為會元，然而其妻與趙申喬並非同族人。康熙帝得知後，召集士子在御樓覆試，派兩名衛士監管一人，他收到題目後立刻開卷疾書很快完成，康熙帝閱覽後稱讚：「不愧第一。」他請求五經題目，康熙帝說：「不必復作。」又問：「朕南巡時見過朕嗎？」他回答：「臣恭迎聖駕，但不如今日瞻仰天顏親切。」再詢問他的家世，他一一奏對，康熙帝大喜：「有才如此，雖狀元可也。」得賜食物，康熙帝再問：「你能飲酒嗎？」回答：「能。」連賜數大杯酒，謝恩出門後，文淵閣大學士李光地恭賀他：「狀元屬於你了。」當時他已醉，狂妄地說：「自來會狀多聯元者。」李光地因此不悅，殿試唱名以策不如式將他置在三甲，康熙帝說：「縱不魁多士，獨不可傳臚耶？」擢二甲第一名進士（傳臚）。選翰林院庶吉士，授文林郎，五十四年（1715年）散館改內閣中書，五十五年（1716年）以父親去世回鄉，服闋後前往廣東，五十八年（1719年）因飲紅毛酒過量去世。

## 家族
曾祖卜象乾，崇禎四年進士，浙江按察司副使；祖父卜吉，崇禎十六年進士；父卜枚。母楊氏。妻趙氏（封孺人）。子卜維藩。長女嫁彭姓；次女嫁湖州貢生沈尚志。

## 引用
1. 1 2  光緒《常州卜氏宗譜·卷五·世表》：俊民 原名德亭，字方嘉，號衣言，康熙戊子科舉人，壬辰科會元，廷試二甲，欽點傳臚，授翰林院庶吉士，敕授文林郎，改授內閣中書舍人。康熙戊申年生，康熙己亥年卒，年五十二歲，葬匡塸祖塋旁坤山艮向，有文學列傳。娶趙氏，敕封孺人，生卒缺，葬祔。子一，維藩；女二，長適彭，次適湖州歲貢生沈尚志。
2. 1 2  《康熙五十一年登科錄》：第二甲五十名 賜進士出身：卜俊民，貫江南常州府武進縣民籍，號衣言，附學生，治易經，字方嘉，行三，年四十五歲，七月初四日生。曾祖象乾，祖云吉，父枚，母楊氏，嚴侍下，娶趙氏。戊子科鄉試第六十八名，會試第一名。
3. 1 2  光緒《武進陽湖縣合志·卷二十六·人物志五》：卜俊民，字方嘉，初負異稟，讀書目數行下，就童子試即兼作五經義，風簷寸晷筆不停綴，康熙壬辰中會試第一，是科座主為同邑趙恭毅公申喬，甫揭曉下第者哆為浮論，聖祖仁皇帝詔集舉子覆試御樓，臨視俊民展卷疾書，漏未移刻書義經義並就，天顏溫霽，殿試遂以傳臚入翰林，名噪一時，尋卒，平生著述甚富，為士林膾炙。
4. ↑  《清聖祖仁皇帝實錄·卷二百五十》：（康熙五十一年四月）辛未諭翰林院選拔庶常，原係作養人材，今科進士，取卜俊民……等六十六名，俱著改為庶吉士。
5. ↑  光緒《武進陽湖縣合志·卷十七·選舉志一》：甲榜……國朝……（康熙）五十一年壬辰王世琛榜 卜俊民 會榜一名，二甲第一，庶吉士、內閣中書，有傳
6. ↑  光緒《常州卜氏宗譜·卷二·列傳》：〈衣言公傳〉：公諱俊民，字方嘉，號衣言，樂菴公第三子也，幼穎敏，讀書目數行下，年十一應童試即作五經卷，縣令石公見其文曰：「此子若不大魁天下，吾不復文衡矣。」拔第一，院試不售，然志益堅，家貧甚，蔬食一簞一湯盂，輒苦吟達旦，後應院試補子弟員，康熙戊子舉於鄉，壬辰會試第一，座主為同邑趙恭毅公，下第者哆為浮論，謂公妻趙氏，故以五經卷定元 向例五經卷不定元，其實同姓而不宗也。聖祖聞之，詔集群進士覆試，兩衛士監一人，公得題即展卷疾書，上連命取卷視次第續呈，日晷未斜而文已就，上閱之贊曰：「不愧第一。」公因請五經題，上曰：「不必復作。」因問：「朕南巡時曾見朕否？」對曰：「臣恭迎聖駕，但不如今日瞻仰天顏親切。」上乃詢及家世，公一一奏對，上大喜曰：「有才如此，雖狀元可也。」因此克食，且問曰：「汝能飲乎？」對曰：「能。」連賜數大巵。公謝恩出，中堂李安溪（光地）賀曰：「狀元屬子矣。」時公已醉，大言曰：「自來會狀多聯元者。」安溪不懌，廷試後傳臚，一甲無公名，上問：「卜俊民安在？」中堂奏曰：「以策不如式，置在三甲 策問凡四條，公倣唐荊川（順之）策，并四為兩。」上曰：「縱不魁多士，獨不可傳臚耶？」擢二甲第一入翰林，蓋特恩也。乙未散館降內閣中書舍人，丙申丁外艱，服闋往廣東，同年任欲移資斧入京，適同年他出公館於學宮，署役以紅毛酒進，其味極佳，飲一小杯輒沉醉，公素善飲，不知其性狠也，連飲數十杯，兼染瘴氣遂終，終之前夕有一諸生夢一文星隕於文昌閣下，明旦知為常郡會元，群來禮拜焚帛如山，其僕唐慶以主歿異鄉，慟哭氣絕公靈，謂之曰：「爾不可死，須扶我櫬回，授丸一粒吞之遂蘇。」嗚呼，公自幼家貧，質雖穎敏，辛苦力學四十外始得成名榮顯，未幾遽爾淹沒，是何命之蹇，而數之屯也，悲夫。論曰：公魁南宮遭蜚語，使非有公之才，或公有才而不遇，聖主之愛才抑亦危矣，卒之天顏豫，褒錫加新，進遭際之，隆蓋亦前古所未有，而乃悞躭麴櫱，隕命他鄉，豈不惜哉！郡學載會元坊，縣志人文學傳，其名則不朽矣。乾隆歲次己酉，甥鄭環拜撰。